# كيراتين

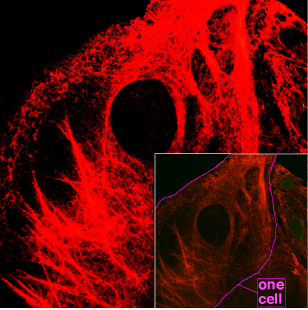
شعيرات الكيراتين

الكيراتين (ملاحظة 1) عائلة من البروتينات الليفية وهي صلبة وعديمة الذوبان موجودة لدى الزواحف والطيور والبرمائيات والثدييات وتدخل بشكل أساسي في تكوين الشعر والصوف والأظافر والمخالب والجلد ومينا الأسنان والحوافر والقرون لا يضاهيها في الصلابة من بين المواد الحيوية سوى الكيتين.

## هوامش
- ملاحظة 1 المرادفات: أو القَرَنين[4] أو القَرَتين[5]